# Zongo (Kalsaka)
Pour les articles homonymes, voir Zongo (homonymie).
Zongo est une commune rurale située dans le département de Kalsaka de la province du Yatenga dans la région Nord au Burkina Faso.

## Géographie
Zongo se situe à environ 9 km au nord-est du centre de Kalsaka, le chef-lieu du département, à 2 km à l'ouest de Rondo ainsi qu'à 25 km au sud de Séguénéga et à 15 km de la route nationale 15.

## Économie
L'économie du village a été affectée par l'exploitation de la mine de Kalsaka de 2008 à 2016.

## Santé et éducation
Le centre de soins le plus proche de Zongo est le centre de santé et de promotion sociale (CSPS) de Rondo tandis que le centre médical avec antenne chirurgicale (CMA) de la province se trouve à Séguénéga.